# Anna Lipphardt
Anna Lipphardt (* 8. September 1970 in Bad Brückenau) ist eine deutsche Kulturanthropologin.

## Leben
Nach dem Studium der Internationalen Beziehungen/Politikwissenschaft, Baltistik und Jüdischen Studien an der Universität Kaunas, der Universität Vilnius, der Universität Potsdam und der University of Chicago (1992–1997), wo sie 1999 den MA in Jewish Studies abschloss, promovierte Lipphardt 2006 in Kulturwissenschaft.
Von 2011 bis 2017 war Lipphardt Juniorprofessorin (W1, tenure track) am Institut für Kulturanthropologie und Europäische Ethnologie (KAEE), Albert-Ludwigs-Universität Freiburg und ist seit April 2017 Professorin (W3) mit Schwerpunkt Mobilität und Kultur in Europa.
Ihre thematischen Schwerpunkte in Forschung und Lehre sind Migrations- und Transnationalismus-Forschung, Mobility Studies, politische Anthropologie und Kritische Sicherheitsforschung/NSU-Komplex, Anthropologie der Künste, Raumtheorie und Stadtanthropologie, mobile Milieus und Minderheiten, Geschichte und Kultur der osteuropäischen Juden und ihrer Diaspora im 20./21. Jahrhundert, Holocaust, Erinnerungs- und Traumaforschung und Public Anthropology. Ihre regionale Schwerpunkte/Feldforschungen sind EU, Deutschland, Osteuropa (insbesondere Litauen) und USA.

## Schriften (Auswahl)
- mit Julia Brauch: Jewish Topographies Visions of Space, Traditions of Place. Routledge, London 2008, ISBN 978-1-315-59044-8, doi:10.4324/9781315590448 (englisch).
- Vilne. Die Juden aus Vilnius nach dem Holocaust. Eine transnationale Beziehungsgeschichte. Schöningh, Paderborn 2010, ISBN 978-3-506-77066-0.